# Симоновский тупик
Си́моновский тупи́к (до 26 августа 1960 года — Си́моновский переу́лок посёлка Чухлинка и города Перово) — тупик, расположенный в Юго-Восточном административном округе города Москвы на территории Рязанского района.

## История
Тупик находится на территории бывшего посёлка Чухлинка, где он назывался Си́моновский переу́лок (происхождение названия вероятно по Симоновской железнодорожной ветке). Позднее посёлок Чухлинка вошёл в состав города Перово, который в свою очередь 26 августа 1960 года вошёл в состав Москвы, а тупик получил своё современное название.

## Расположение
Симоновский тупик, являясь продолжением улицы Михайлова, проходит от улицы Коновалова на северо-запад до путей Малого кольца Московской железной дороги, оканчиваясь тупиком.

## Транспорт

### Наземный транспорт
По Симоновскому тупику не проходят маршруты наземного общественного транспорта. У юго-восточного конца тупика, на улице Михайлова, расположена остановка «Улица Коновалова» автобусов № 51, 725.

### Метро
- Станция метро «Стахановская» Некрасовской линии — юго-западнее тупика, на 2-м Грайвороновском проезде.

### Железнодорожный транспорт
- Станция Перово Казанского и Рязанского направлений Московской железной дороги — севернее тупика, на Карачаровском шоссе.
- Платформа Плющево Казанского и Рязанского направлений Московской железной дороги (расположена в границах станции Перово) — севернее тупика, между Карачаровским шоссе, Зарайской улицей и 1-м Казанским просеком.
- Платформа Чухлинка Горьковского направления Московской железной дороги — восточнее тупика, между 1-м Казанским просеком и аллеей Первой Маёвки.